# Ramose y Hatnofer

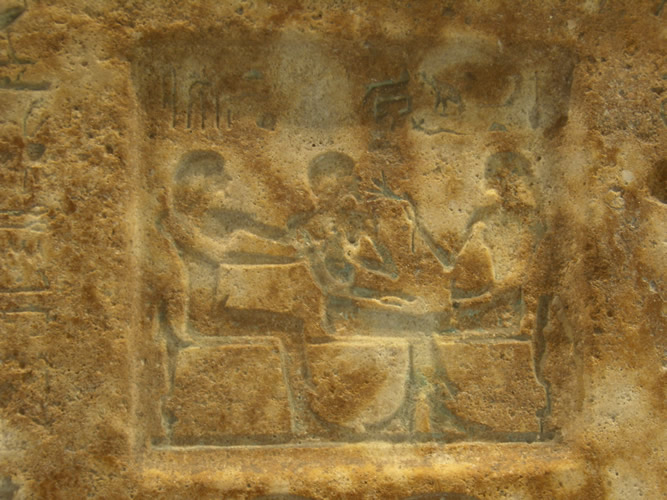
Ramose (Izquierda), Senenmut (centro) y Hatnofer en la falsa puerta de Senenmut.

Ramose fue el padre y Hatnofer la madre de Senenmut, uno de los más altos funcionarios bajo el reinado de la reina egipcia Hatshepsut durante la XVIII dinastía del Imperio Nuevo de Egipto. Los orígenes modestos de Ramose y el ascenso de su hijo Senenmut fueron durante mucho tiempo considerados ejemplos de la alta movilidad social en el Egipto del Imperio Nuevo. Sin embargo, casi nada se conoce de los orígenes de Ramose, porque "un hombre modesto" podría tener un amplio significado— desde un campesino o jornalero, a un artesano o incluso un pequeño terrateniente. Cuando Ramose murió era un hombre de 50 a 60 años (basado en la evidencia dental). Hatnofer era una señora anciana, con cabello gris casi blanco. Se considera que ambos habían nacido en Armant, una ciudad a solo 16 km al sur de Tebas, en el Alto Egipto, presumiblemente durante el reinado de Amosis I, el ilustre fundador de la XVIII dinastía.

## Tumba de Ramose y Hatnofer

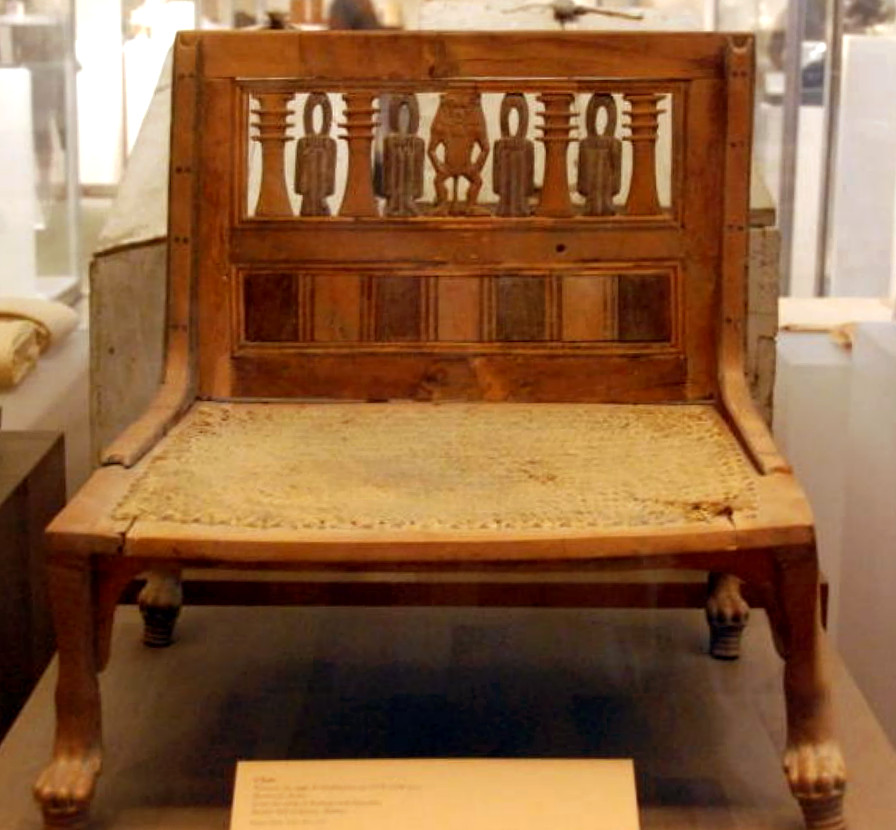
Silla de la tumba de Ramose y Hatnofer.

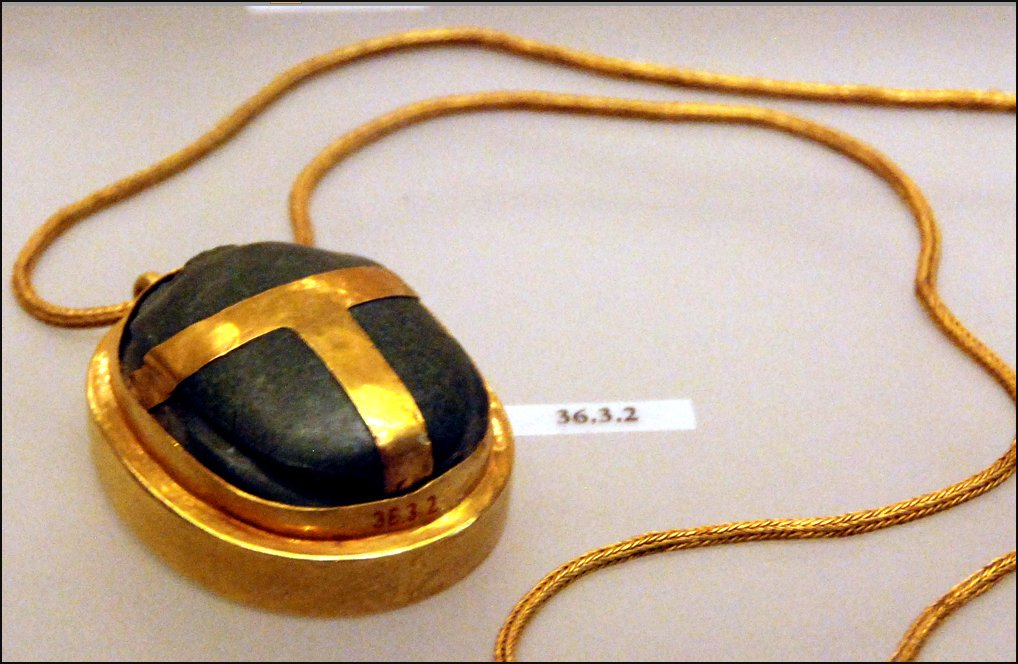
El escarabajo corazón de Hatnefer, en exhibición en el Museo Metropolitano de Arte.

Ramose es conocido por fuentes contemporáneas. Aparece en la falsa puerta y probablemente, también en la capilla de la tumba de Senenmut (TT71). La tumba de sus padres Ramose y Hatnofer se ubicaba cerca de ella. Contenía la momia de Ramose así como la de Hatnofer (Hatnefret), que era su esposa y madre de Senenmut. Fue descubierta intacta por Wiliam Hayes y Ambrose Lansing de la expedición egipcia del Museo Metropolitano de Nueva York durante unos trabajos de excavación bajo una terraza en la ladera de Sheikh Abd el-Qurna, la colina de las necrópolis en Tebas Occidental, durante la campaña arqueológica de 1935-1936. Ramose y Hatnofer fueron enterrados en la tumba junto con otras seis momias anónimas mal envueltas (tres mujeres y tres niños desconocidos) que se suponen miembros de la familia de la pareja. Inicialmente, Lansing y Hayes interpretaron los seis cuerpos como la triste evidencia de que la familia de Senenmut había sido golpeada por una tragedia repentina.
Algunos egiptólogos creían en efecto que todos los entierros en la tumba tuvieron lugar al mismo tiempo. Sin embargo, durante el Imperio Nuevo, a menudo se acostumbraba reabrir y utilizar las cámaras de una tumba para varios miembros de la familia, muertos en diferentes tiempos. Como señala Joyce Tyldesley, es mucho más probable que estos seis cuerpos adicionales representen a miembros de la familia inmediata de Senenmut:
"Que previamente habían sido enterrados cerca; sus vendajes deteriorados [de las momias] y desarticulados esqueletos incrustados con barro sugiere que habían sido recuperados de cementerios menos impresionantes. El reentierro de individuos privados, aunque no común, ciertamente no era desconocido en este tiempo, y la devoción filial de Senenmut habría conocido la aprobación general."
Además, los arqueólogos del Museo Metropolitano demostraron de manera convincente que las posesiones personales en la tumba de Ramose y Hatnofer eran solo de Hatnofer, ya que todos los artículos eran apropiados para una mujer. De las momias en la sala, solo Hatnofer:
"Había sido cuidadosamente momificada en lino de la propiedad real de Hatshepsut y con equipo funerario completo constando de máscara dorada, escarabajo corazón, papiros funerarios, y caja de canopes. Por contraste, Ramose en su pintado sarcófago antropomorfo y las otras seis momias (tres mujeres jóvenes y tres niños) dentro de ataúdes sencillos no habían recibido tanta atención, y sus restos eran ya meros esqueletos."
Estos otros seis entierros, todos de principios de la XVIII dinastía "fueron encontrados en el terreno suelto de la ladera así como depósitos de armas de caza y los ataúdes de un caballo y un simio." La tumba de Ramose y Hatnofer daba una impresión relativamente sencilla y fue inicialmente considerada, por algunos egiptólogos, como evidencia de los orígenes personales humildes de Ramose en particular.
La tumba de Ramose y Hatnofer es notable por presentar la fecha conocida más temprana del reinado de Hatshepsut. Entre los bienes encontrados en la cámara funeraria había un frasco de cerámica o ánfora— estampado con la fecha 'Año 7'. Otro tarro de la misma colección— que fue descubierto in situ por la expedición del Museo Metropolitano de Arte— estaba estampado con el sello de 'La Esposa del dios Hatshepsut' y ambos frascos tenían el sello de La Buena Diosa Maatkare. La datación de ambas piezas, que habían sido "selladas en la cámara funeraria por los escombros de la construcción de la propia tumba de Senenmut" es segura y establece que Hatshepsut era reconocida como gobernante de Egipto en el Año 7 de su reinado.

## Diferentes interpretaciones del origen de los padres de Senenmut

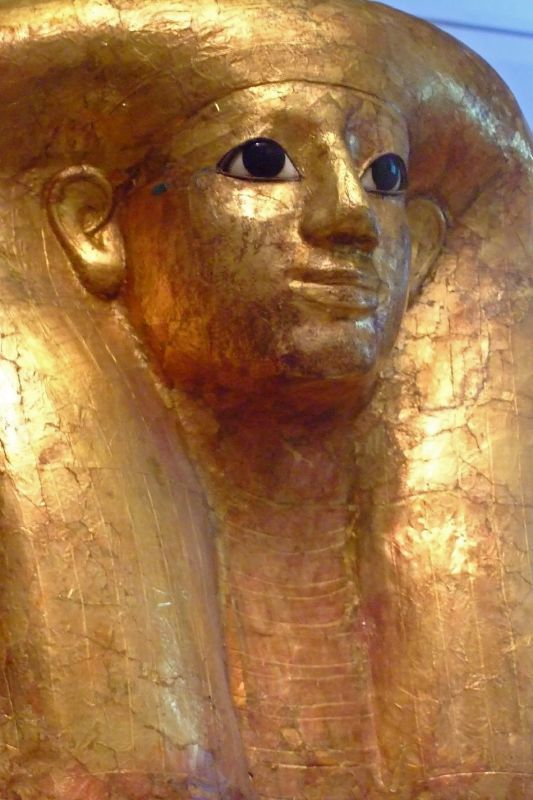
La máscara funeraria dorada de Hatnofer (Museo Metropolitano de Arte).

Ramose solo presenta el título y epíteto no específico de zab ('respetable') en su tumba. Los excavadores de la tumba supusieron, por tanto, que Ramose había sido un sencillo campesino porque "El respetable" era "simplemente una denominación educada pero con poco sentido real utilizada invariablemente para referirse a un muerto digno y respetable". Sin embargo, es a menudo notado en la evidencia arqueológica, que muchos altos funcionarios estatales incluyendo algunos visires llevaron el título zab incluso si solo era una referencia póstuma a ellos. Este título, por tanto, no aclara casi nada sobre los orígenes sociales de Ramose. Dado que Senenmut era capaz de desenvolverse entre el aproximadamente 10% de la sociedad egipcia educada y acomodada ganándose más tarde el favor de Hatshepsut como su arquitecto jefe, parece altamente improbable que Ramose fuera un mero campesino; Ramose debió tener en realidad una posición más alta en la sociedad egipcia para poder permitirse que su hijo aprendiera a leer y escribir.
Más notable, sin embargo, es la comparación de los funerales de Ramose y su mujer Hatnofer. Hatnofer fue equipada con una rica máscara funeraria dorada, un escarabajo corazón, vasos canopes, papiros funerarios y "una selección de bienes tradicionales adecuados para una mujer" donados para su funeral. En contraste, el entierro de Ramose solo constaba de su ataúd. Esto supone que Hatnofer falleció cuando su hijo había ya conseguido su alta posición social bajo Hatshepsut; de ahí, el rico ajuar funerario que pudo ser proporcionado por su influyente hijo, Senenmut. En contraste, el inferior equipamiento de Ramose, sugiere que la posición de Senenmut era relativamente menor cuando su padre murió. Pero cuando su madre Hatnofer murió de vejez entre el año 6 a 7 de Hatshepsut, Senenmut era ahora lo bastante rico como para arreglar que su padre Ramose fuera "precipitadamente retirado de su lugar de descanso más humilde, revendado, colocado en un sarcófago antropomorfo pintado y reunido con su mujer" Hatnofer que había sido más costosamente momificada e instalada en su tumba de la ladera.
El ataúd de Ramose incluía oro lo que implica cierto estatus social para él. La ausencia de una capilla tallada en la roca en la tumba de Ramose y Hatnofer no es sorprendente pues pocas tumbas del Imperio Nuevo presentaban tal capilla con anterioridad al reinado de Hatshepsut. Al realizar un examen más crítico y cuidadoso de las fuentes, parece que Ramose era quizás ya un funcionario menor de inicios de la XVIII dinastía durante su carrera. El ascenso de su hijo a las oficinas públicas más altas descansa perfectamente dentro de las posibilidades de la sociedad egipcia antigua. Aun así, Tyldesley enfatiza que:
"Los antiguos egipcios no sufrían ningún sentido de falsa modestia. Sentían que sus títulos oficiales eran una parte importante de la personalidad, y era habitual que todos los rangos y distinciones, incluso las más triviales, se registraran para la posteridad. Un egipcio solo habría considerado omitir un título humilde o sin importancia de la tumba de sus padres si hubiera sido reemplazado por otro más prestigioso. Por lo tanto, se supone que Ramose y Hatnofer, con sus epítetos bastante modestos y su tumba sencilla, no jugaron un papel destacado en la vida pública."
Otra opción es que la tumba de Ramose fuera saqueada poco después de su entierro y fuera reenterrado con su mujer cuando ella falleció. Una vez más, esta posibilidad dificulta conocer el fondo social de Ramose y Senenmut, al ser imposible indagar sobre la calidad de su equipamiento funerario original.
La madre de Senenmut, Hatnofer —hija de una señora llamada Sitdjehuty— es sencillamente identificada como 'Señora de la casa', el cual era un título genérico otorgado a las mujeres casadas. Cuando Hatnofer murió, era una mujer pequeña de 1,52 m, pero más bien robusta, de aproximadamente 60 años o poco más. Hatnofer fue enterrada con varios espejos hechos de bronce pulido y plata con mangos de metal y madera así como una navaja de bronce, la cual fue encontrada junto con otros objetos cosméticos dentro de una cesta en su tumba.